# 마리아 호세 우루티아
마리아 호세 우루티아 산체스(스페인어: María José Urrutia Sánchez, 1993년 12월 17일 ~ )는 칠레의 여자 축구 선수이다. 공격수와 미드필더로 뛸 수 있다.

## 클럽 경력
어린 시절에는 테니스, 수영 연습을 했지만 2007년에 우니베르시다드 카톨리카 청소년 클럽에 입단하면서 축구를 시작했다. 2010년에는 우니베르시다드 카톨리카 1군 팀에서 데뷔했고 2018년에는 팔레스티노로 이적했다. 2019년 2월에는 브라질의 여자 축구 클럽인 3B 다 아마조니아로 이적했지만 2019년 7월 31일에 팔레스티노로 복귀했다.

## 국가대표 경력
브라질에서 개최된 2010년 CONMEBOL U-17 여자 축구 선수권 대회에서 칠레의 준우승에 기여했으며 트리니다드 토바고에서 개최된 2010년 FIFA U-17 여자 월드컵에 참가했다. 2013년에 칠레 여자 축구 국가대표팀 훈련 과정에 참여했지만 임신 사실을 확인하면서 하차했다.
칠레에서 개최된 2018년 코파 아메리카 페메니나에서 칠레의 준우승에 기여했으며 프랑스에서 개최된 2019년 FIFA 여자 월드컵에 참가했다.